# Меє (Циркулане)
Меє (словен. Meje) — поселення в общині Циркулане, Подравський регіон‎, Словенія.